# شباس عمير
شباس عمير، قرية تابعة لمركز قلين بمحافظة كفر الشيخ في جمهورية مصر العربية. حسب إحصاءات سنة 2006، بلغ إجمالي السكان في شباس عمير 22962 نسمة، منهم 11607 ذكر و11355 أنثى.

## التاريخ
قرية شباس عمير من القرى القديمة، حيث وردت باسم «شباس انباره» في أعمال الغربية ضمن قرى الروك الصلاحي التي أحصاها ابن مماتي في كتاب قوانين الدواوين، كما وردت باسم «شباس انباره شباس عمير» في أعمال الغربية ضمن قرى الروك الناصري التي أحصاها ابن الجيعان في كتاب «التحفة السنية بأسماء البلاد المصرية». وفي العصر العثماني وردت باسم «شباس عمير» في التربيع العثماني الذي أجراه الوالي العثماني سليمان باشا الخادم في عصر السلطان العثماني سليمان القانوني ضمن قرى ولاية الغربية، وفي تاريخ 1228هـ/1813م الذي عدّ قرى مصر بعد المسح الذي قام به محمد علي باشا باسم «شباس عمير» ضمن قرى مديرية الغربية.